# Дрешај
Дрешај је насеље у општини Тузи у Црној Гори. Према попису из 2003. било је 142 становника (према попису из 1991. било је 175 становника).

## Демографија
У насељу Дрешај живи 86 пунолетних становника, а просечна старост становништва износи 29,4 година (27,4 код мушкараца и 31,5 код жена). У насељу има 27 домаћинстава, а просечан број чланова по домаћинству је 5,26.
Ово насеље је великим делом насељено Албанцима (према попису из 2003. године).
|  |

| Демографија | Демографија | Демографија |
| Година      | Становника  | Становника  |
| ----------- | ----------- | ----------- |
|             |             |             |
|             |             |             |
|             |             |             |
|             |             |             |
| 1948.       | 33          |             |
| 1953.       | 45          |             |
| 1961.       | 63          |             |
| 1971.       | 111         |             |
| 1981.       | 133         |             |
| 1991.       | 175         | 137         |
| 2003.       | 159         | 142         |
|             |             |             |

| Етнички састав према попису из 2003.‍ | Етнички састав према попису из 2003.‍ | Етнички састав према попису из 2003.‍ | Етнички састав према попису из 2003.‍ | Етнички састав према попису из 2003.‍ |
| ------------------------------------ | ------------------------------------ | ------------------------------------ | ------------------------------------ | ------------------------------------ |
|                                      |                                      |                                      |                                      |                                      |
| Албанци                              | Албанци                              |                                      | 140                                  | 98,59%                               |
| непознато                            | непознато                            |                                      | 2                                    | 1,40%                                |

| Година пописа     | 1948. | 1953. | 1961. | 1971. | 1981. | 1991. | 2003. |
| ----------------- | ----- | ----- | ----- | ----- | ----- | ----- | ----- |
| Број домаћинстава | 5     | 7     | 13    | 15    | 15    | 30    | 28    |

| Број чланова      | 1  | 2 | 3 | 4 | 5 | 6  | 7 | 8 | 9 | 10 и више | Просек |
| ----------------- | -- | - | - | - | - | -- | - | - | - | --------- | ------ |
| Број домаћинстава | 27 | 0 | 0 | 3 | 5 | 11 | 4 | 3 | 0 | 0         | 1      |

| Пол    | Укупно | Неожењен/Неудата | Ожењен/Удата | Удовац/Удовица | Разведен/Разведена | Непознато |
| ------ | ------ | ---------------- | ------------ | -------------- | ------------------ | --------- |
| Мушки  | 43     | 12               | 30           | 1              | 0                  | 0         |
| Женски | 51     | 11               | 34           | 5              | 0                  | 1         |
| УКУПНО | 94     | 23               | 64           | 6              | 0                  | 1         |

| Пол    | Укупно                    | Пољопривреда, лов и шумарство | Рибарство                            | Вађење руде и камена | Прерађивачка индустрија       |
| ------ | ------------------------- | ----------------------------- | ------------------------------------ | -------------------- | ----------------------------- |
| Мушки  | 36                        | 31                            | 0                                    | 0                    | 0                             |
| Женски | 0                         | 0                             | 0                                    | 0                    | 0                             |
| УКУПНО | 36                        | 31                            | 0                                    | 0                    | 0                             |
| Пол    | Производња и снабдевање   | Грађевинарство                | Трговина                             | Хотели и ресторани   | Саобраћај, складиштење и везе |
| Мушки  | 0                         | 0                             | 0                                    | 0                    | 0                             |
| Женски | 0                         | 0                             | 0                                    | 0                    | 0                             |
| УКУПНО | 0                         | 0                             | 0                                    | 0                    | 0                             |
| Пол    | Финансијско посредовање   | Некретнине                    | Државна управа и одбрана             | Образовање           | Здравствени и социјални рад   |
| Мушки  | 0                         | 0                             | 0                                    | 4                    | 0                             |
| Женски | 0                         | 0                             | 0                                    | 0                    | 0                             |
| УКУПНО | 0                         | 0                             | 0                                    | 4                    | 0                             |
| Пол    | Остале услужне активности | Приватна домаћинства          | Екстериторијалне организације и тела | Непознато            | Непознато                     |
| Мушки  | 1                         | 0                             | 0                                    | 0                    | 0                             |
| Женски | 0                         | 0                             | 0                                    | 0                    | 0                             |
| УКУПНО | 1                         | 0                             | 0                                    | 0                    | 0                             |